# Лутай Андрій Володимирович
Андрі́й Володи́мирович Лута́й (рос. Андрей Владимирович Лутай; *24 липня 1986, Бєлгород, РРФСР, СРСР) — російський фігурист, що виступає в одиночному чоловічому катанні; дворазовий срібний медаліст Національних першостей Росії з фігурного катання (2007 і 2008 роки), учасник Чемпіонатів Європи (найвище досягнення — 5-те місце у 2007 році) і світу (найкращий результат — 10-й на ЧС 2009 року) з фігурного катання, інших міжнародних турнірів. 

## Кар'єра
Андрій почав займатися фігурним катанням у рідному Бєлгороді. Його першим тренером стала сестра — Олена Антюфеєва. Вона ж, коли в юного фігуриста «угледіла» талант, особисто повезла його до Санкт-Петербурга в групу Олексія Мішина.
Першим помітним успіхом Лутая став виступ у сезоні 2006/2007 на Чемпіонаті Росії з фігурного катання 2007 року, що проходив у  підмосковних Митіщах, на якому спортсмен завоював «срібло». У тому ж році його відправили на Чемпіонат Європи з фігурного катання, де він, дебютуючи, сенсаційно став відразу 5-м (дотепер найвище досягнення Лутая на цих турнірах). Однак поїхавши на Світову першість з фігурного катання в цьому ж році, Андрій виступив там невдало, ставши тільки 20-м.

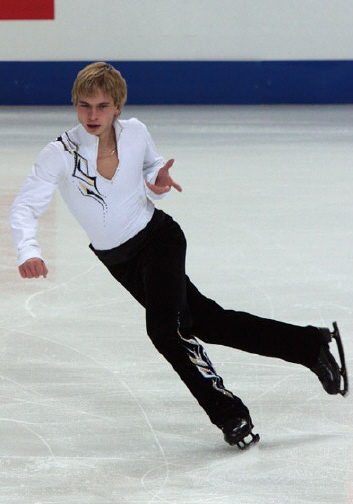
Андрій Лутай на Чемпіонаті Європи з фігурного катання 2009 року

У наступному сезоні, 2007/2008, Андрій Лутай не дуже вдало виступав на етапах серії Гран-Прі — на «Skate America» став 7-м, а на «Cup of Russia» взагалі 9-м. На Національній першості Росії з фігурного катання спортсмен повторив своє торішнє досягнення, виборовши срібну медаль, а от на Чемпіонаті Європи з фігурного катання 2008 року посів лише 8-ме місце і, оскільки колега по збірній Сергій Воронов опинився вище, ставши 4-м, на Світову першість з фігурного катання 2008 року поїхав саме він.
У сезоні 2008/2009 А.Лутай спершу був заявлений лише на один етап серії Гран-Прі («NHK Trophy»), однак через травму Андрія Грязєва, який був змушений знятися зі змагань, спортсмен отримав право виступити також на «Trophée Eric Bompard»-2008. Проте виступи Лутая були невдалі — у Франції він став 11-м, а у Японії 8-м. На Чемпіонаті Росії з фігурного катання 2009 року Андрій Лутай став бронзовим призером, поступившись Сергію Воронову і Артему Бородуліну, але до збірної Росії на  Чемпіонат Європи з фігурного катання 2009 року потрапив. На турнірі Андрій, посівши не вельми високе 7-ме місце, втім став найкращим з-поміж росіян (Воронов — 9 місце, Бородулін — 13-те). За результатами Європейської першості з фігурного катання  А. Лутая було включено до збірної на ЧС з фігурного катання 2009 року (Росія мала представництво з 2 фігуристів-одиночників). На Чемпіонаті світу 2009 року А.Лутай дуже невдало відкатавши коротку програму, завдяки бездоганному прокату довільної (загалом 6-й показник на турнірі) уперше в кар'єрі увійшов до чільної 10-ки найсильніших фігуристів-одиночників планети і разом з 13-м місцем Сергія Воронова забезпечив своїй країні 2 місця на наступному Чемпіонаті світу, а також на XXI Зимовій Олімпіаді (Ванкувер, Канада, 2010).

## Спортивні досягнення
| Змагання / Сезони                     | 2002/2003 | 2003/2004 | 2004/2005 | 2005/2006 | 2006/2007 | 2007/2008 | 2008/2009 |
| ------------------------------------- | --------- | --------- | --------- | --------- | --------- | --------- | --------- |
| Чемпіонати світу з фігурного катання  |           |           |           |           | 20        |           | 10        |
| Чемпіонати Європи з фігурного катання |           |           |           |           | 5         | 8         | 7         |
| Чемпіонати Росії з фігурного катання  | 8         | 4         | 7         | 7         | 2         | 2         | 3         |
| Етапи Гран-Прі: «Cup of Russia»       |           |           |           |           |           | 9         |           |
| Етапи Гран-Прі: «Trophée Bompard»     |           |           |           |           |           |           | 11        |
| Етапи Гран-Прі: «Skate America»       |           |           |           |           |           | 7         |           |
| Етапи Гран-Прі: «NHK Trophy»          |           |           |           |           |           |           | 9         |
| Турніри «Finlandia Trophy»            |           |           |           |           |           |           | 8         |
| Меморіали Карла Шефера                |           |           |           |           | 1         |           |           |

## Виноски
1. ↑  Став відомим склад збірної Росії на ЧЄ з фігурного катання і Універсіаду-2009 [Архівовано 11 січня 2010 у Wayback Machine.](рос.)
2. ↑  Затверджено склад збірної Росії з фігурного катання на Чемпіонат світу !. Архів оригіналу за 11 лютого 2009. Процитовано 3 квітня 2009.